# Vestfranken
Vestfranken var et vesteuropæisk kongerige, der eksisterede fra 843 til 987. Landet er også kendt som Det vestfrankiske Rige eller Det vestfrankiske Kongerige. Riget var en efterfølger til oldtidens Gallien og en forgænger for nutidens Frankrig. 

## Rigets oprettelse
Vestfranken blev oprettet ved Forliget i Verdun i 843. 

## Rigets udstrækning
Det meste af Vestfranken havde tidligere hørt til kongeriget Neustrien eller det store hertugdømme Aquitanien. I nord hørte den flamske nordkyst med til Vestfranken. I syd var Den spanske Mark en del af landet. 
Nogle af de områder, der i 843 var blevet tilkendt nabolandet Mellemfranken, kom i perioder under vestfransk kontrol. 

## Rigets sidste tid
Under den nye kongeslægt Capetingerne, der kom til magten i 897, vandt Frankrigs nuværende navn indpas, og navnet Vestfranken gik af brug. 

## Vestfrankiske konger
De fleste af Vestfrankens konger tilhørte slægten Karolingerne. 
- Karl 2. den Skaldede, 843-877
- Ludvig 2. den Stammende, 877-879
- Ludvig 3., 879-882
- Karloman, 882-884
- Karl den Tykke, 884-887 (regent, er ikke optaget i den officielle kongerække)
- Odo af Paris, 888-898 (slægten Capeting)
- Karl 3. den Enfoldige, 898-922
- Robert 1. af Frankrig, 922-923 (slægten Capeting)
- Rudolf af Burgund, 923-936 (slægten Bosoniderne eller Buviniderne)
- Ludvig 4. fra hinsides Havet, 936-954
- Lothar af Frankrig, 954-986
- Ludvig 5. den Dovne, 986-987
- Hugo Capet, greve af Paris, 987-996 (tilhørte slægten Capetingerne)